# João Soares de Almeida Neto
Joãozinho (szó szerint kis João), teljes nevén João Soares de Almeida Neto (Belo Horizonte, 1980. január 30. –) brazil labdarúgócsatár. Ismert Joãozinho Neto néven is.